# Palacio del archiduque Carlos Luis

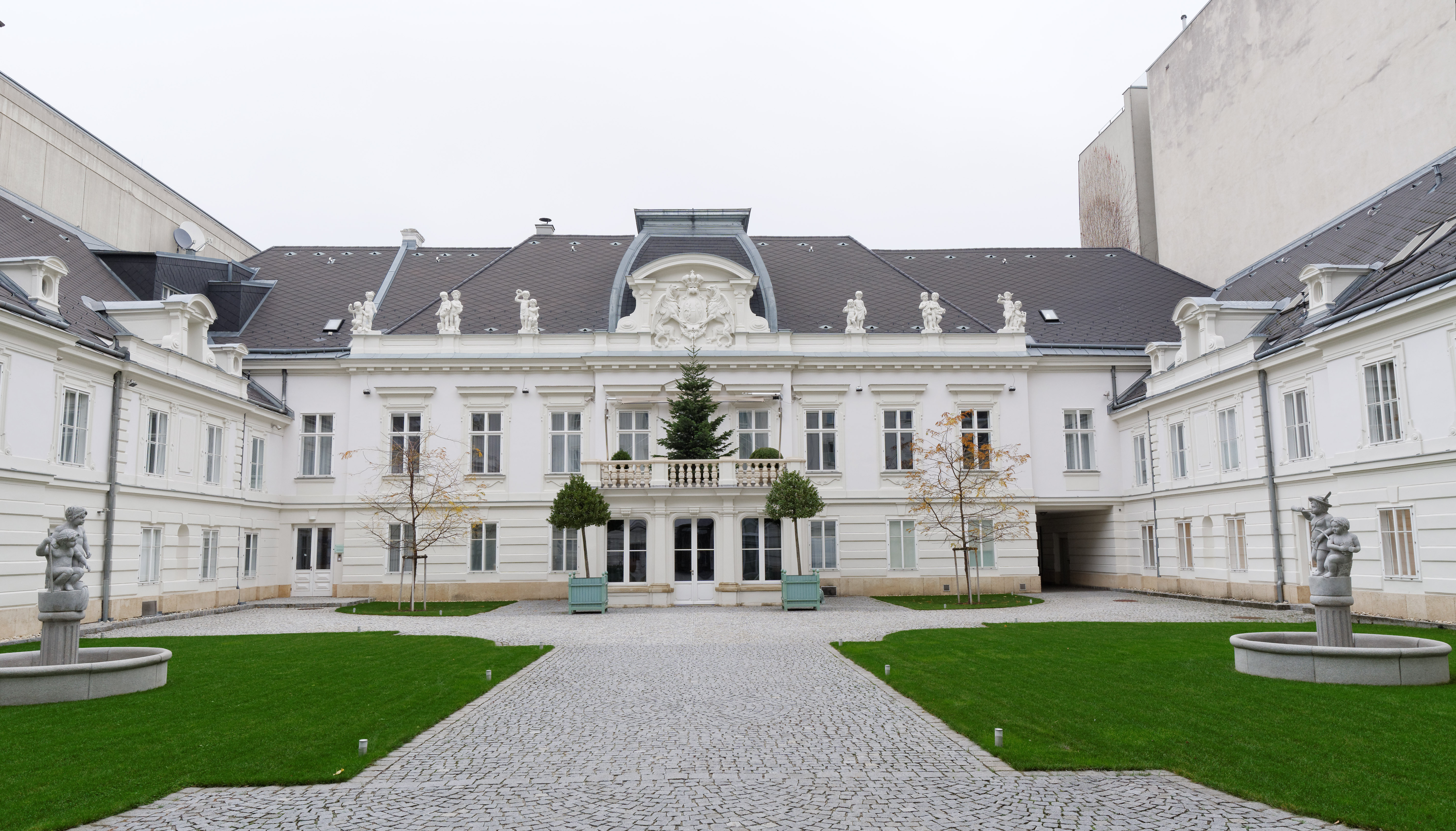
Vista del cuerpo principal y las alas laterales del palacio desde el patio.

El palacio del archiduque Carlos Luis es una antigua residencia archiducal en Viena.

## Historia
El origen del palacio se remonta al siglo XVIII, cuando en 1780 el arquitecto Adalberto Hild construye un pequeño palacio para el barón Francisco de Prandau. En el año 1794 se construyen alas adicionales, obra de Francisco Wipplinger, finalizadas en 1799. Posteriormente fue la residencia vienesa de la rama Kohary de los Sajonia-Gotha-Coburgo hasta la muerte de María Antonia de Kohary en 1862. En 1860 se habían construido los establos y la conocida como el ala del jardín. 
El palacio fue adquirido por el hermano del emperador Francisco José, el archiduque Carlos Luis en 1865. En 1872, tras la muerte de su segunda esposa, se iniciaron profundas reformas realizadas por el arquitecto Heinrich von Ferstel para engrandecer el palacio. En este momento se eleva en dos alturas el cuerpo principal del palacio. Tras la Segunda Guerra Mundial, el palacio sufrió serios daños y el ala principal de la Favoritenstrasse fue sustituido por el edificio de oficinas existente actualmente. 
Actualmente, del palacio original solo se conservan las alas interiores, perpendiculares a la fachada principal y el ala conocida como del jardín. Tambiénse conservan algunos interiores en el antiguo ala principal, en concreto un salón neorrenacentista.

## Descripción
El núcleo inicial del edificio edificio se extendía de forma paralela a la Favoritenstrasse. Este ala contaba con cuatro alturas. Hacía el interior de la manzana se extendían dos alas perpendiculares unidas al final por otro ala paralela al eje principal, conocida como ala del jardín. Estas tres últimas alas contaban con dos alturas y buhardillla. El patio formado por estas alas se encontraba a mayor altura que la de la Favoritenstrasse. 
La fachada principal, tras las reformas de 1872 era de estilo neorrenacentista con trece huecos. En el caso del hueco correspondiente al eje central resaltado y rematado por un frontón curvo. En el caso de las fachadas de las alas conservadas son de estilo neobarroco, con el escudo de armas de los Habsburgo-Lorena rematando la fachada al patio del ala principal.
Al noroeste del ala del jardín se extendía un jardín de 100 metros de largo, que aún se conserva.